# Hybocoptus corrugis
Hybocoptus corrugis är en spindelart som först beskrevs av O. Pickard-Cambridge 1875.  Hybocoptus corrugis ingår i släktet Hybocoptus och familjen täckvävarspindlar. Inga underarter finns listade i Catalogue of Life.